# 미인주
미인주는 쌀과 같은 곡물 등을 입에 넣고 씹은 뒤 도로 뱉어내서 모은 것을 발효시켜 만드는 술을 말한다.

## 같이 보기
- 음식
  - 치차
- 작품
  - 너의 이름은.
  - 모야시몬